# 小出秀政
小出秀政（日语：／ Koide hidemasa，1540年—1604年4月21日）是日本安土桃山時代至江戶時代初期武將、大名。和泉岸和田藩藩主。出石藩小出家初代。父親是小出政重。妻子是豐臣秀吉的母親大政所的妹妹，因此秀政可說是豐臣秀吉的姨丈。

## 生平

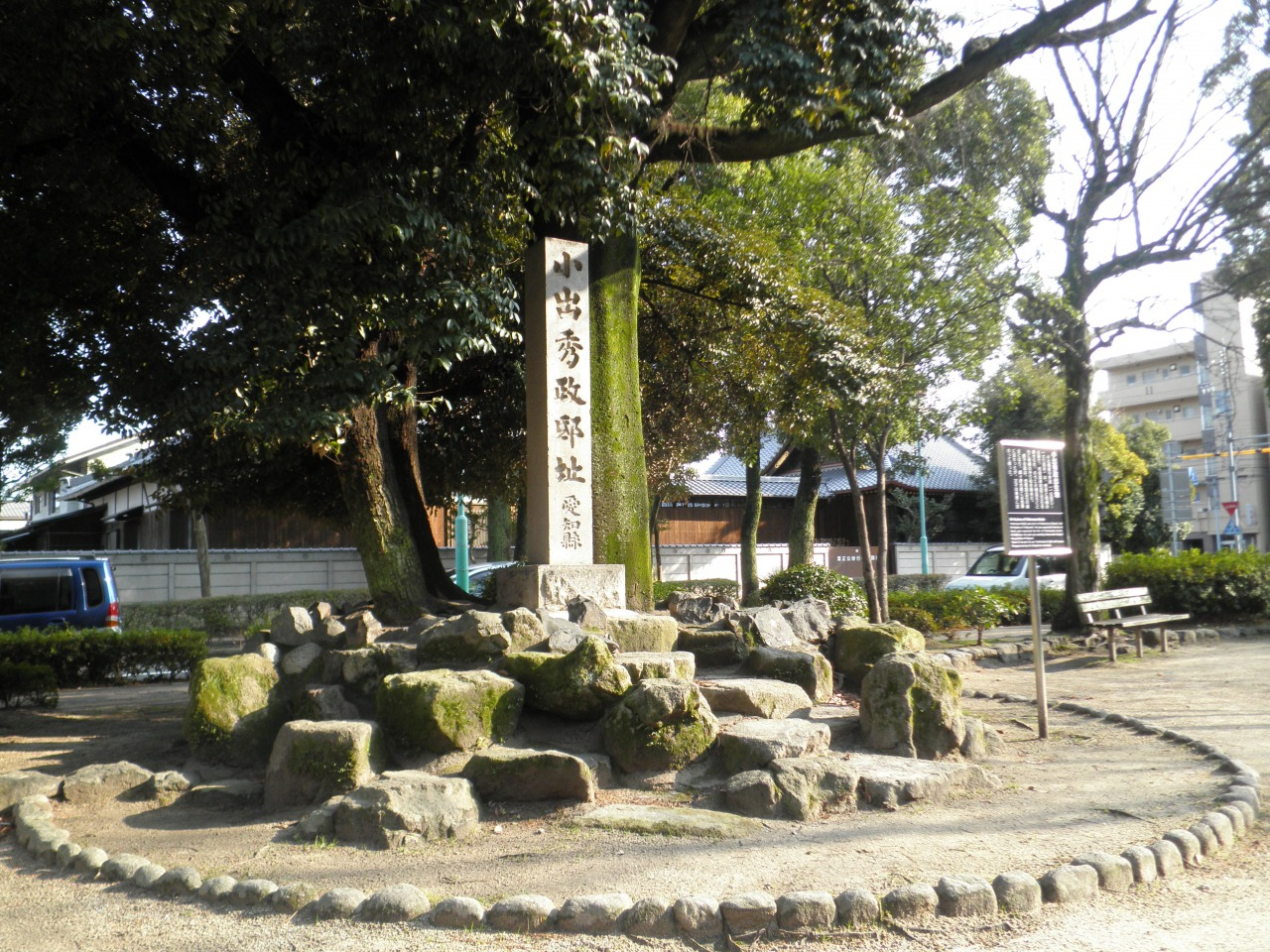
小出秀政出生地（愛知縣名古屋市中村區中村）

在天文9年（1540年）出生，家中長男。父親政重是織田氏的家臣。仕於秀吉，後來領有和泉岸和田3萬石。在慶長元年（1596年）被下賜豐臣姓。
秀吉死前曾囑咐秀政成為遺兒秀賴的輔佐，因此在慶長5年（1600年）的關原之戰中與長男吉政一同加入西軍並攻撃東軍的細川幽齋守備的丹後國田邊城（而且秀政還在大坂城與秀賴一起）。因此本來在戰後應該受到處罰，但是因為次男秀家屬於東軍並在關原本戰中相當活躍，於是成功保住所領。
在慶長9年（1604年）死去。享年64歲。